# Shamrock Rovers Football Club
O Shamrock Rovers Football Club (irlandesa: Cumann Peile Ruagairí na Seamróige) é um clube de futebol irlandês. Sua sede fica na cidade de Dublin. O clube compete no Campeonato Irlandês de Futebol e é o clube de maior sucesso da República da Irlanda tendo vencido o Campeonato Irlandês 19 vezes e a Copa República da Irlanda de Futebol 25 vezes. É o atual campeão Irlandês.
O Shamrock Rovers foi fundado em Dublin em 1899. Eles venceram o campeonato pela primeira vez na temporada de 1922-23 e se estabeleceram como o clube de maior sucesso em 1949, tendo vencido até esse ano 44 títulos importantes. Durante a década de 1950, o clube venceu três títulos do campeonato e dois títulos da copa tornando-se o primeiro time Irlandês a disputar uma competição europeia, participando da Copa Europeia dos Campeões a antecessora da Liga dos Campeões da UEFA em 1957.
Na década de 1960 o sucesso continuou com a conquista de seis títulos da Copa da Irlanda em sequência. Após um longo declínio conquistaram quatro títulos seguidos do Campeonato Irlandês iniciando na temporada de 1983-84 até a temporada de 1986-87.
O clube mandava seus jogos no Glenmalure Park de 1926 ate 1987, quando os donos venderam o estadio. O Shamrock passou os próximos 22 anos mandando os jogos em vários locais em torno de Dublin. Eles se mudaram para o Tallaght Stadium antes do inicio da temporada de 2009, depois de anos de atrasos e disputas legais, durante os quais os torcedores salvaram o clube da extinção.
O Shamrock usava camisas listradas de verde e branco até 1926, quando adotaram a camisa verde com faixas brancas que usam desde então. O emblema do clube exibiu uma bola de futebol e um trevo ao longo de toda sua historia. O clube tem uma base de apoio relativamente grande e compartilha de rivalidade intensa com o Bohemian Football Club. Em 26 de agosto de 2011, o Rovers se tornou o primeiro clube irlandês a alcançar a fase de grupos de uma das duas principais competições europeias ao derrotar o Fudbalski Klub Partizan na rodada do "play-off" da Liga Europa da UEFA.

## Elenco
- Atualizado em 19 de abril de 2020.

Legenda
- : Capitão
- : Lesão

## Títulos
- Campeonato Irlandês de Futebol: 21 (recorde)
  - 1922–23, 1924–25, 1926–27, 1931–32, 1937–38, 1938–39, 1953–54, 1956–57, 1958–59, 1963–64, 1983–84, 1984–85, 1985–86, 1986–87, 1993–94, 2010, 2011, 2020, 2021, 2022, 2023

- Copa da Irlanda: 25 (recorde)
  - 1925, 1929, 1930, 1931, 1932, 1933, 1936, 1940, 1944, 1945, 1948, 1955, 1956, 1962, 1964, 1965, 1966, 1967, 1968, 1969, 1978, 1985, 1986, 1987, 2019

- Liga Irlandesa Shield: 18 (recorde)
  - 1924–25, 1926–27, 1931–32, 1932–33, 1934–35, 1937–38, 1941–42, 1949–50, 1951–52, 1954–55, 1955–56, 1956–57, 1957–58, 1962–63, 1963–64, 1964–65, 1965–66, 1967–68.

- Copa da Liga Irlandesa: 1
  - 1976-77